# Diplocystis targionii
Diplocystis, nom. illeg.,  rod crvenih algi, dio reda Rhodymeniales, smatra se sinonimom za rod Agardhinula, dok je jedna vrsta, D. targionii, na temelju literature trenutno taksonomski prihvaćena.
Tipična je Diplocystis browneae (J.Agardh) J.Agardh, sinonim za Agardhinula browneae (J.Agardh) De Toni.